# Pelobates syriacus
Il pelobate di Siria (Pelobates syriacus Boettger, 1889) è un anfibio anuro appartenente alla famiglia dei Pelobatidi.

## Descrizione
Il pelobate di Siria assomiglia al pelobate occidentale, ha anch'esso pupille verticali e a differenza del pelobate fosco non ha la sommità della testa appuntita. Le zampe posteriori sono provviste di robusti tubercoli metatarsali (vanghe), mentre le membrane interdigitali delle zampe posteriori appaiono meno sviluppate. La pelle è liscia, con poche ghiandole. Le parti superiori sono marroni, grigie o bianche, con macchie verdastre o brunastre, mentre il ventre è biancastro senza macchie. Ha una lunghezza totale di 6-9 cm.

## Biologia
L'accoppiamento del pelobate di Siria avviene solitamente in febbraio e marzo, dopo la pioggia. La femmina depone un totale di circa 2000-4000 uova e le larve raggiungono una lunghezza di circa 10 cm.

## Distribuzione e habitat
Il pelobate della Siria vive in Turchia occidentale e Medio Oriente. Predilige habitat aperti, con caratteristiche steppiche, e boschi radi. Le acque di riproduzione sono in genere stagni poveri di vegetazione e golene, ma anche fossi e pozzanghere. Durante il giorno si trattiene in nascondigli scavati nel terreno o sotto sassi e compie il letargo nascosto in profondità nel sottosuolo.

## Tassonomia
La sottospecie P. s. balcanicus è stata elevata a specie distinta nel 2019 come P. balcanicus.